# Burzum (album)
Pour l’article homonyme, voir Burzum.
Albums de Burzum
Promo' 92
(1992) Aske
(1993)
Burzum est le premier album du projet solo éponyme Burzum, mené par Varg Vikernes. Cet album de black metal est sorti en mars 1992 chez le label Deathlike Silence Productions de Øystein Aarseth, aussi connu comme Euronymous, et en 1995 chez Misanthropy Records en collaboration avec le EP Aske réédité. Il est considéré comme l'un des jalons du black metal norvégien, et plus précisément de la deuxième vague de black metal.

## Genèse
Varg Vikernes rencontre Øystein Aarseth, alias Euronymous, guitariste, cofondateur et leader du groupe de black metal Mayhem, au début des années 1990, dans la boutique de disques d'Aarseth, Helvete (L'enfer en Norvégien) à Oslo. Vikernes, qui est en réalité originaire de Bergen, a souvent visité les lieux. Entre lui, Aarseth et les autres membres du groupe Mayhem, une amitié se développe. Jan Axel Blomberg (Hellhammer), le batteur de Mayhem, a déclaré à ce sujet :
« Il m'a plu immédiatement, alors que je le voyais pour la première fois dans Helvete. Il n'était pas un lèche-cul comme les autres, mais il avait sa propre tête. Euronymous aussi l'appréciait beaucoup et, au début, les deux se vénéraient presque l'un l'autre. »
— Jan Axel Blomberg
Vikernes est devenu un personnage clé dans le dénommé "Inner Circle" de la scène black metal norvégienne. Aarseth a fondé à cette époque le label Deathlike Silence Productions et a également pris sous contrat le projet solo de Vikernes, Burzum, dont les deux démos publiées comportaient seulement des morceaux instrumentaux. Le nom Burzum tire son origine d'une langue construite par J. R. R. Tolkien présente dans sa trilogie Le Seigneur des anneaux qui passionnait le jeune Varg Vikernes. Ce mot signifie « ténèbres » dans le noir parler de Sauron. Notamment, l'anneau unique  porte l'inscription « Un Anneau pour les amener tous et dans les ténèbres les lier ». Varg Vikernes explique : « les ténèbres des chrétiens étaient ma lumière. Donc tous comptes faits c'était naturel que j'utilise le nom Burzum »,.
En raison d'une détresse financière d'Aarseth, les enregistrements ont été retardés à plusieurs reprises. La mère de Vikernes a repris une grande partie de leur financement. L'album est enregistré en janvier 1992 au Grieghallen Lyd, studio qui appartenait à Eirik "Pytten" Hundvin. Le studio a été choisi parce qu'il était situé près de la maison de Vikernes. Hundvin produit l'album avec l'aide de Vikernes lui-même; Aarseth a agi en tant que coproducteur.
Kolgrim, un ex-membre du groupe Old Funeral auquel Vikernes avait participé, a mis sa batterie disponible. Les instruments sur l'album ont été enregistrées entièrement par Vikernes. Seul le solo de guitare de War, ainsi que le bruit de fond, avec un gong ont été produites et joué par Aarseth. La possibilité de produire un enregistrement de sonorisation sale et rugueux, comme un amplificateur Marshall défectueux. Les chansons ont été chantées avec un casque. Selon Vikernes, l'album a été enregistré en seulement 19 heures, et également maîtrisé. Toutes les chansons de l'album ont été enregistrées en une seule prise.
Les chansons  Feeble Screams from Forests Unknown et Ea, Lord of the Depths sont sorties en février à titre promotionnel, l'album a suivi en mars 1992.

## Édition
Dans sa version originale, le premier album n'a pas été officiellement re-publié. Au lieu de cela est apparu après la fin de Deathlike Silence Productions comme Burzum/Aske chez Misanthropy Records dans un LP et Digipack. Burzum/Aske était la troisième version du label, qui avait été créé spécifiquement pour les albums de Burzum. Les deux premières versions étaient ré-édités, la deuxième est sortie en août 1993 sur Det som engang var et son successeur Hvis lyset tar oss (1994). Publié en 1998, limité à 1 000 exemplaires, boîte avec le titre 1992-1997, contient toutes les publications entre 1992 et 1997 en tant que LP.
Par rapport à l'album de ses débuts toutes les références d'Aarseth ont été supprimées[réf. nécessaire], comme l'ancienne version de A Lost Forgotten Sad Spirit et toutes les photos. Au lieu de cela, il contient les chansons de l'EP Aske et en plus des textes anglais et norvégien, en plus d'une traduction en allemand. La couverture du premier a été réutilisée dans une version légèrement allégée, la couverture de l'EP a été imprimé sur un petit autocollant et est également visible sur l'étiquette du CD.
Dans la version originale, plusieurs erreurs dans la liste des pistes et Ea, Lord of the Deeps s'étaient glissées dans les paroles (dans la version LP), qui ont été corrigées dans la nouvelle édition.

## Artwork
La couverture de l'album a été créé par Jannicke Wiise-Hansen. L'œuvre d'art est basé sur un jeu de rôle Donjons et Dragons intitulé The Temple of Elemental Evil[réf. nécessaire] et montre une personne non reconnaissable en robe noire, debout dans un paysage gris. Le dos de la couverture comprend une photographie de Varg Vikernes, qui prit cependant soin de se montrer peu reconnaissable sur le cliché. Pour dissimuler son identité, il a également assumé le pseudonyme de count Grishnackh (comte Grishnack) qui est un Orque du Seigneur des Anneaux. Sur la version LP, les textes sont imprimés.

## Liste des morceaux
| 1. | Feeble Screams from Forests Unknown          | 7:28 |
| 2. | Ea, Lord of the Depths                       | 4:53 |
| 3. | Spell of Destruction                         | 5:40 |
| 4. | Channeling the Power of Souls into a New God | 3:27 |

| 1. | War                         | 2:30 |
| 2. | The Crying Orc              | 0:57 |
| 3. | A Lost Forgotten Sad Spirit | 9:11 |
| 4. | My Journey to the Stars     | 8:10 |
| 5. | Dungeons of Darkness        | 4:50 |

## Style de musique
Contrairement aux albums suivants, Burzum est fortement influencé par la première vague de black metal des années 1980, en particulier, Hellhammer et Bathory. Les chansons sont globalement monotones, sans changements de rythme, et contiennent des solos de guitare. La production de l'album est volontairement primitive et lui donne un son plus brut.
L'album commence par une brève intro au synthétiseur. Certaines chansons, comme Feeble Screams from Forests Unknown et Ea, Lord of the Depths sont très rapides et avec des doubles grosse caisse en continu. Spell of Destruction est assez lent. Channeling the Power of Souls into a New God est une pièce instrumentale jouée entièrement dans un style ambient. Ces expérimentations conduiront Vikernes vers le dark ambient et le dungeon synth pour de futurs albums, notamment Dauði Baldrs (1997) et Hliðskjálf (1999).
War est une pièce inhabituelle pour Burzum. La chanson dure 2 minutes et 30 secondes et contient beaucoup d'influences heavy metal et thrash metal. Les riffs simples rappellent dans une certaine mesure la musique punk et rendent la chanson entraînante. Vikernes cite Bathory comme une influence sur la chanson. The Crying Orc est le deuxième morceau instrumental de l'album, cette fois à la guitare. Il est calme et mélodique. A Lost Forgotten Sad Spirit est, avec ses 9 minutes, la plus longue piste de l'album. Elle a été enregistrée avec un rythme lent, des changements de rythme et repose en grande partie sur le même riff. My Journey to the Stars, cependant, se compose de multiples changements de tempo. Dungeons of Darkness, un autre morceau instrumental est encore très monotone. Vikernes a écrit cette chanson avec Aarseth.

## Textes
Les paroles traitent principalement d'histoires fantastiques et sombres. L'inspiration provient principalement du jeu de rôle Donjons et Dragons et du livre  Le Seigneur des Anneaux.
Bien que les textes aient été écrits en vers, les rimes existent uniquement dans le morceau War. Certaines lignes de texte contiennent seulement des mots simples dans la forme d'une associations de mots, qui, ensemble, forment le composant de base de l'histoire. À titre d'exemple, on peut citer les premiers versets de Feeble Screams from Forests Unknown
« En attente / En plein air / À propos de Cold Lake / est une âme / De une heure antérieure / mieux / après un centre / mystique / pensées vaines... mais qui sait »
Les thèmes récurrents sont la recherche de mondes plus ou moins fantasmés, ainsi que la magie et l'obscurité. Les textes sont conservés impassible et servent uniquement à la description du contenu. En outre, ils contiennent des visions misanthropes et apocalyptiques ("La tragédie du monde / est servi à mon jour" - Spell of Destruction, "l'obscurité, la haine et l'hiver / règles de la terre que je rentre" - My Journey to the Stars). Un profond sentiment de désespoir envahit tout l'album ("L'âme désespérée / toujours en attente" - Feeble Screams from Forests Unknown.
Feeble Screams from Forests Unknown est connu aujourd'hui comme la quintessence des premiers travaux de Vikernes. Tous les autres morceaux ne sont que des « notes ». Le contenu, la chanson décrit le voyage d'une âme ancienne. La chanson se termine avec la ligne "L'âme désespérée garde accouplement". Aarseth modifie cette ligne pour le texte de la première publication de l'expression «accouplement» dans «l'attente». On ne sait si cette modification est volontaire ou le fruit d'une simple étourderie.
Ea, Lord of the Depths parle du dieu sumérien Ea, qui est considéré comme le "Seigneur de la Terre" et a la forme d'un monstre marin.
Black Spell of Destruction est sur une "malédiction de destruction" qui glorifie la destruction du monde. La malédiction signifie littéralement "Ftraga Sheb Nigurepur" et se déroule dans une langue imaginaire qui, apparemment, s'apparente au Mythe de Cthulhu de H. P. Lovecraft et est basé sur les incantations du Necronomicon.
War est un texte fantastique qui décrit les dernières pensées d'un guerrier mort. Vikernes essayé le thème de la chanson plus tard comme "odinique [...] concept de la mort dans la bataille". Compte tenu des entrevues antérieures dans lesquelles il exclusivement sur l'influence de J.R.R Tolkien, cette explication est douteuse.
A Lost Forgotten Sad Spirit est un jeu épique d'un garçon mort dans un tombeau.
My Journey to the Stars  est basé sur un rêve de Vikernes et décrit un voyage astral.
Contrairement à une image parfois attribuée à Vikernes bien que décriée par l'artiste lui-même, les textes n'abordent pas de thèmes satanistes.

## Formation
- Count Grishnackh : Chant, Guitare, Batterie, Basse, synthétiseur, production.
- Euronymous : Guitare (piste #4) ; Gong (piste #9) ;  coproducteur.
- Jannicke Wiese-Hansen : Couverture de la jaquette.
- Pytten : production.